# جمهورية جنوب القوقاز الديمقراطية الاتحادية
41°45′N 44°45′E / 41.75°N 44.75°E
جمهورية جنوب القوقاز الديمقراطية الاتحادية هي جمهورية بقيت لمدة قصيرة بين 22 أبريل - 22 مايو عام 1918 خلال الحرب العالمية الأولى، وكانت تضم أراضي كلّ من أذربيجان وجورجيا وأرمينيا. أُسست الجمهورية من قبل نيكولاي تشيخايدزة وكانت عاصمتها في مدينة تبليسي. وقد حُلّت الجمهورية عقب إعلان استقلال كلٍّ من جورجيا فأرمينيا وأذربيجان لاحقاً.
كانت المنطقة التي شكلت جمهورية جنوب القوقاز الديمقراطية الاتحادية جزءًا من الإمبراطورية الروسية. مع تفكك الإمبراطورية خلال ثورة فبراير عام 1917 وتولي حكومة مؤقتة زمام الأمور، قامت هيئة مماثلة ، تسمى اللجنة الخاصة عبر القوقاز (أوزاكوم) ، بالشيء نفسه في القوقاز. بعد ثورة أكتوبر وصعود البلاشفة في روسيا، حلت مفوضية عبر القوقاز محل أوزاكوم. في مارس 1918، مع استمرار الحرب العالمية الأولى ، بدأت المفوضية محادثات سلام مع الإمبراطورية العثمانية ، التي غزت المنطقة ، ولكن سرعان ما انهار ذلك لأن العثمانيين رفضوا قبول سلطة المفوضية. معاهدة بريست ليتوفسك ، التي أنهت تورط روسيا في الحرب ، تنازلت عن أجزاء من منطقة القوقاز للإمبراطورية العثمانية، التي واصلت غزوها للسيطرة على المنطقة. في مواجهة هذا التهديد الوشيك ، في 22 أبريل 1918 ، حلت المفوضية نفسها وأنشأت جمهورية جنوب القوقاز الديمقراطية الاتحادية دولةً مستقلة. تم تشكيل مجلس تشريعي لإجراء مفاوضات مباشرة مع الإمبراطورية العثمانية، التي اعترفت على الفور بالدولة.
عرّضت الأهداف المتباينة للمجموعات السكانية الرئيسة الثلاث (الأرمن والأذربيجانيون والجورجيون) وجود الجمهورية للخطر. انهارت محادثات السلام مرة أخرى، وفي مواجهة هجوم عثماني متجدد في مايو 1918، أعلن المندوبون الجورجيون في المجلس التشريعي أن جمهورية جنوب القوقاز الديمقراطية الاتحادية غير قادرةٍ على الاستمرار، وأعلنوا جمهورية جورجيا الديمقراطية مستقلةً في 26 مايو. ونظرًا لأن الجورجيين انفصلوا عن جمهورية جنوب القوقاز الديمقراطية الاتحادية، أعلنت كل من جمهورية أرمينيا وجمهورية أذربيجان الديمقراطية استقلالهما في 28 مايو؛ ما أدى إلى إنهاء الاتحاد. نظرًا لوجودها القصير، تم تجاهل جمهورية جنوب القوقاز الديمقراطية الاتحادية إلى حد كبير في التأريخ الوطني للمنطقة ولم يتم النظر فيه إلا على أنه جزءٌ من المرحلة الأولى نحو الدول المستقلة.